# Tenaha
Tenaha – miasto w Stanach Zjednoczonych, w stanie Teksas, w hrabstwie Shelby.